# Johann Reinhold Forster
Johann Reinhold Forster (Dirschau (atual Tczew), Reino da Prússia, 22 de outubro de 1729 — Halle, Alemanha, 9 de dezembro de 1798) foi um naturalista alemão, nascido no território da antiga Prússia, que acompanhou James Cook na sua segunda expedição ao Pacífico a bordo do HMS Resolution nos anos de 1772 a 1775.

## Biografia
A família de Forster é originária dos  Lordes Forrester da Escócia, de onde seu bisavô emigrou após perder a maioria de suas propriedade durante o governo de Oliver Cromwell. Instalou-se em meados do século XVII em Dantzig. Forster nasceu na  província polaca da Prússia Real, na cidade de Tczew, vinte milhas ao sul de Gdansk.
Forster é conhecido pelas suas contribuições no domínio da ornitologia europeia e norte-americana. Obteve parte da sua fama, como naturalista, pela sua participação na segunda viagem de James Cook pelo oceano Pacífico; sendo acompanhado pelo seu filho Georg.
Estudou teologia na Universidade de Halle an der Saale na Alemanha, depois foi pastor luterano em Dantzig e, em seguida, intendente das colônias de Saratov na Rússia. 
Em 1766 viajou para a Inglaterra com o seu filho Georg, onde lecionou línguas. 
Ensinou três anos em Warrington antes de instalar-se em Londres, onde começou a ser conhecido no domínio da história natural. Torna-se colega de Thomas Pennant.
Publica em 1771 um dos primeiros catálogos sobre a fauna da América do Norte, Catalogue of the Animals of North America, um pequeno livro de 43 páginas. No ano seguinte, ele publica Philosophical Transactions em Londres, e An account of the Birds sent from Hudson's Bay, with observations relative to their natural history.

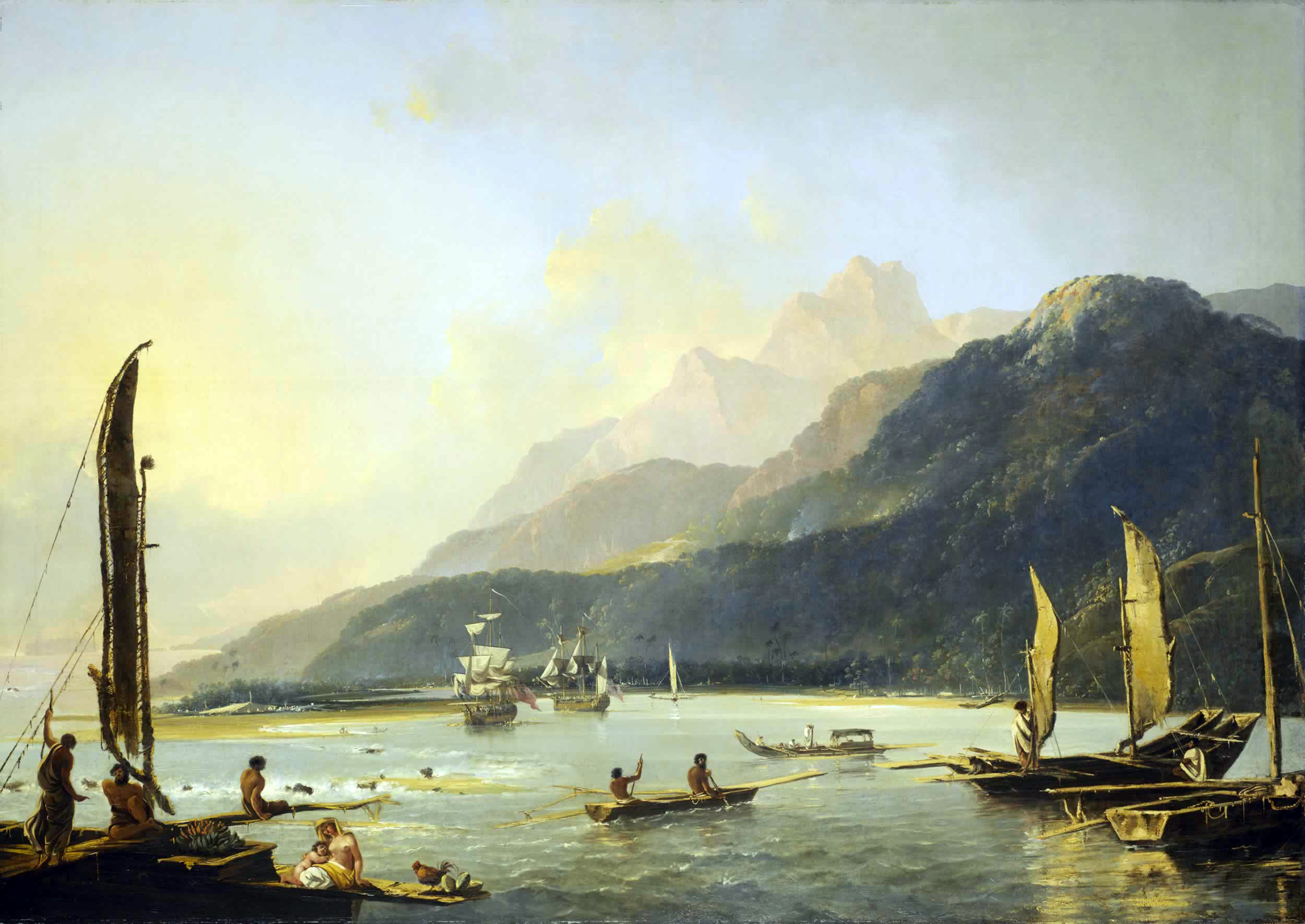
Escala em Taiti quando da segunda viagem de Cook.
Quadro de William Hodges.

Joseph Banks renuncia, no ultimo momento, de acompanhar Cook durante a sua segunda viagem, Foster e seu filho apresentam-se para substitui-lo. Em julho de 1772, embarcam a bordo do Resolution; retornando à Grã-Bretanha somente em julho de 1775. Durante uma escala na Cidade do Cabo, Forster reencontra Anders Sparrman e o admite como seu assistente.
No seu regresso a Londres, Forster descobre que o governo não se interessa pelo seu trabalho, privando-o de 1 000 libras de recompensa que foram prometidos por contrato. Fica arruinado e as suas coleções são dispersadas. As pinturas de seu filho são vendidas a Joseph Banks para reembolsar os credores. Banks também adquire um grande número de espécimes das coleções de Forster. O resto é adquirido pelo grande colecionador Sir James Darcy Lever (1729-1788).
Seu manuscrito, Descriptiones animalium, completado após um mês do retorno à Inglaterra da viagem com Cook, só foi publicado em 1844, após a sua morte, por Hinrich Lichtenstein.
Na sua volta, Forster publica também Observations Made during a Voyage round the World (1778), onde Forster pai e filho descrevem cuidadosamente o relato da viagem, e constituem uma rica coleção de objetos de história natural e de etnografia. Em novembro de 1779, assume o posto de professor de história natural e mineralogia na universidade Halle (Martin Luther University of Halle-Wittenberg), na cidade alemã de Halle an der Saale, onde permaneceu até sua morte em 1798.

## Publicações
- Characteres generum plantarum quas in itinere ad insulas maris australis collegerunt, descripserunt, delinearunt, annis 1772-1775 (Caractères des plantes australes), 1776.
- Observations faites pendant le second voyage de M. Cook, dans un voyage autour du monde, sur la géographie, la physique, l'histoire naturelle, Londres, 1778.
- Histoire des découvertes et des voyages faits dans le Nord, Frankfurt an der Oder, traduzido por Pierre Marie Auguste Broussonnet (1761-1807), 1788.